# Łutkiwka
Łutkiwka (ukr. Лутківка) – wieś na Ukrainie, w obwodzie kirowohradzkim, w rejonie nowoukraińskim, w hromadzie Mała Wyska. W 2001 liczyła 278 mieszkańców.